# Surreal (Incognito)
Surreal è il quindicesimo album del gruppo acid jazz inglese Incognito, pubblicato nel 2012 dall'etichetta discografica Ear Music

## Tracce
1. The Less You Know (Jean Paul Maunick, Francis Hylton) - 5:02
2. Goodbye To Yesterday (J.P. Maunick, Mo Brandis) - 4:20
3. Above the Night ( J.P. Maunick, Matthew Cooper, Natalie Williams) - 4:05
4. Ain't it time (Arthur Manning, P.J. Wyatt) - 5:19
5. Capricorn Sun (J.P. Maunick) - 3:51
6. Don't Wanna Know (J.P. Maunick, Mo Brandis, Matthew Cooper, Alexei Elfenbein) - 4:16
7. Restless As We Are ( J.P. Maunick, Matthew Cooper, Natalie Williams ) - 4:42
8. Rivers on the Sun (J.P. Maunick, Matthew Cooper, Trevor Mires) - 5:21
9. Don't Break Me Down (J.P. Maunick, Matthew Cooper) - 4:21
10. The Stars From Here (J.P. Maunick, Natalie Williams) - 2:13
11. To Be With You ( J.P. Maunick, Matthew Cooper) - 6:18
12. This Must Be Love (J.P. Maunick, Matthew Cooper, Francis Hylton, Pete Ray Biggin ) - 3:32
13. The Way You Love (J.P. Maunick, Richard Bull) - 6:09
14. Thoughtful Fantasies (J.P. Maunick, Dominic Oakenfull, Jamie Anderson) - 6:11